# Мелодии и ритмы Гулага
«Мелодии и ритмы Гулага» — дебютный альбом проекта Gulag Tunes российской группы The Vivisectors, выпущенный в апреле 2006 года при посредничестве лейблов Союз и Zakat.
На альбоме представлены известные советские песни в стиле шансон, исполненные в стиле сёрф-рок и вставками из кинофильмов: «Место встречи изменить нельзя», «Операция «Ы» и другие приключения Шурика» и других.

## Список композиций
- Вступление — 3:01
- Перелетные птицы — 3:30
- Постой, паровоз — 2:54
- Таганка — 3:39
- По тундре — 2:33
- Чёрный ворон — 3:15
- Созрели вишни — 3:22
- Ванинский порт — 3:51
- Лимончики — 1:46
- На Дерибасовской — 3:57
- С одесского кичмана — 3:11
- Бублички — 2:12
- Фонарики — 3:38
- Гоп-со-смыком — 2:18
- Голуби летят над нашей зоной — 2:55
- Фонарики (пьяный вариант) — 2:52

## Рецензии
Исполнить классику русского блатняка вроде «Таганки» и «Лимончиков» в виде инструментального сёрфа, на котором вдохновитель этого проекта Майк Антипов, он же лидер The Vivisectors, собаку съел - идея хорошая и намного более здравая, чем может показаться на первый взгляд. Хоть сейчас диски за границей продавай. Впрочем, так и задумывалось.
 — пишет Андрей Бухарин в журнале Rolling Stone.
Максиму Темнову (участнику многих команд) и Михаилу Антипову (пост-рок-группа The Vivisectors) удался сёрф-релиз года. Пояснение на конверте — «Пахан — А. К. Троицкий» — задаёт альбому уровень эстетства. Инструментальные версии «Постой, паровоз», «Таганка», «По тундре» и ещё дюжины столь же известных в народе «тюремных» хитов, пикантно аранжированных под тревожный, кисло-сладкий сёрф, звучат упруго и неожиданно заманчиво. Музыкантам не всегда хватает фантазии, но нестандартное оформление знаменитых мелодий вытягивает ситуацию. А хороши они или нет, жителю нашей страны не понять — слишком часто они звучали и звучат. Альбом забавен, и стесняться тут нечего, пел же когда-то Элвис Jailhouse rock. Любопытно, заинтересуется ли этой работой радио «Шансон».
 — пишет журнал Ваш Досуг.
«Паханом» данного проекта назван музкритик-мажор А. К. Троицкий. Не ясно, как он там помогал «лабать» и не «попутать рамсы» минималистичному инструментальному трио из двух Михаилов и Максима, но «блатная» музычка у них получилась забавная. Говорят, американцам очень нравится. По непонятной им «фене» ребята благо не «ботают» (то бишь не поют), а мелодий таких штатники отродясь не слышали, вот и крутят их регулярно на своих FM-радиостанциях. «Чёрный ворон», «Гоп со смыком», «Голуби летят над нашей зоной», «Таганка», «Постой, паровоз» и т. п.
 — пишет Михил Марголис в газете Известия 
Обозреватель Звуки.ру Дмитрий Бебенин положительно отнёсся к пластинке, отметив желание музыкантов совместить легкий инструментальный рок-н-ролл и блатную песню.

## Состав
- Максим Темнов — бас-гитара, аранжировки,
- Михаил «Вивисектор» Антипов — гитары, клавишные, программинг, мастеринг
- Михаил «Гринмен» Смирнов — ударные
- Пахан — А. К. Троицкий